# Tagelmust

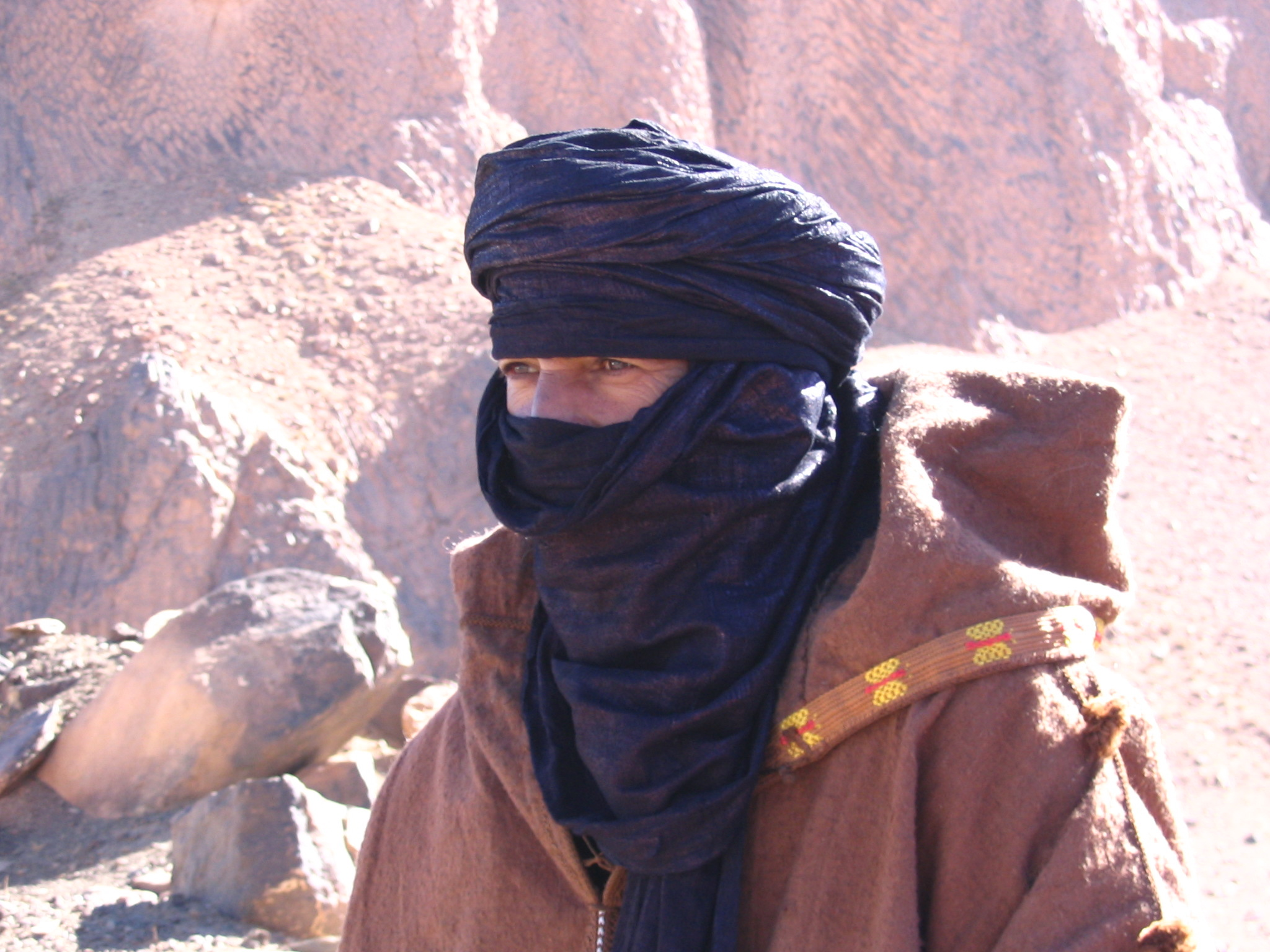
En tagelmust buren av en man.

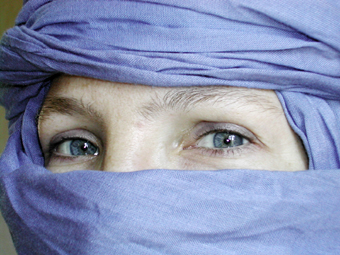
En cheche buren av en kvinna.

En tagelmust (även kallad cheich eller cheche) är ett indigofärgat klädesplagg av bomull som bärs både som turban och slöja. Plagget kan vara upp till tio meter långt. Det bärs mest av berbiska tuareger, men även av andra etniska grupper i samma område. Oftast är plagget virat många varv kring huvudet och draperar nacken lite löst.
Tagelmusten skyddar huvudet från solstrålning, men hindrar även inandning av vindburen sand. Eftersom vatten är en bristvara i området där den bärs, färgas tyget ofta genom att indigo krossas och gnids in i materialet, vilket sedan även färgar av sig och ger huden en blåaktig nyans, vilket anses hälsosamt och skyddar huden.
Bland tuaregerna är det bara vuxna män som bär tagelmust och den tas bara av i närheten av den närmsta familjen. När kvinnor bär plagget kallas den oftast för cheche